# San Francisco (distrito de Ambo)
O Distrito peruano de San Francisco é um dos oito distritos que formam a Província de Ambo, situada no Departamento de Huánuco, pertencente a Região Huánuco, na zona central do Peru.

## Transporte
O distrito de San Francisco é servido pela seguinte rodovia:
- PE-18, que liga o distrito de Huacho (Região de Lima) à cidade de Ambo (Região de Huánuco) [1][2][3]